# Halkieriidae
Die Familie der Halkieriidae ist eine ausgestorbene Tiergruppe, die während des Unteren und Mittleren Kambriums lebte. Ihre taxonomische Stellung ist nicht restlos geklärt.

## Erstbeschreibung
Die Familie der Halkieriidae wurde erstmals im Jahr 1967 von Poulsen in unterkambrischen Schichten Bornholms wissenschaftlich beschrieben.

## Vorkommen
Der bisher einzige vollständige Fund des Taxons Halkieria evangelista wurde in der Buen-Formation im Norden Grönlands (Sirius-Passet-Faunengemeinschaft) gemacht. Fossile Überreste, die mit ziemlicher Sicherheit den Halkieriiden zugeordnet werden können, stammen aus Sinkiang in China und aus dem Georgina-Becken in Australien. Schalenreste aus dem Burgess Shale in Kanada sind bereits etwas unsicher in ihrer Zuordnung zu den Halkieriidae. So genannte Sklerite – kleine, panzerartige Plättchen der Halkieriidae – bilden Teil der vielerorts vertretenen Small-Shelly-Fauna des Unterkambriums (547 bis 520 Millionen Jahre BP).
In Deutschland wurden Halkieriiden im Unterkambrium des Görlitzer Synklinoriums entdeckt.  Weitere Fundorte sind die Antarktis, die Vereinigten Staaten von Amerika, der Südosten von Neufundland, Dänemark, England, Frankreich (Montagne Noire), Kasachstan, Pakistan, Sibirien und Mongolei.

## Entdeckung
Im Jahr 1989 wurde das erste vollständig erhaltene Fossil mit all seinen Hartteilen in der Sirius-Passet-Faunengemeinschaft im Norden Grönlands entdeckt. Es wurde dann 1990 von Simon Conway Morris und John S. Peel als Halkieria evangelista beschrieben. Seitdem dient es als Typusfossil zur Identifikation von Schalenresten bzw. Skleriten und deren Einreihung unter die Halkieriidae. Das Taxonepitheton evangelista soll auf diese Funktion des unterkambrischen Fossils anspielen.

## Sklerite
Die als Sklerite (bzw. in ihrer Gesamtheit als Skleritom) bezeichneten Schutzplatten sind bereits seit langem als bedeutender Anteil der kleinschaligen Fauna (Small-Shelly-Fauna) bekannt. Detailstudien konnten zeigen, dass eine große Anzahl ein und demselben Tier zuzuordnen war und auch ihre strukturelle Anordnung konnte ermittelt werden. Die Skleriten sollten aber vielmehr als Coeloskleriten bezeichnet werden, da sie im Innern ihrer mineralisierten Schale einen Hohlraum besaßen, der ursprünglich mit organischem Gewebe ausgefüllt war. Für ein Anwachsen nach außen gibt es keine Anzeichen, das Wachstum hat offenbar von innen heraus stattgefunden. Es lassen sich drei Grundtypen von Skleriten unterscheiden:
- Palmate (palmförmige) Skleriten
- Cultrate (messerförmige) Skleriten
- Siculate (sichelförmige) Skleriten.

Palmate Skleriten sind am kleinsten unter den Skleriten, sie sind flach und sehen in etwa wie ein Ahornblatt aus. Cultrate Skleriten sind ebenfalls flach und haben die Form einer Messerschneide. Die siculaten Sklerite haben dieselbe Größe wie die cultraten Sklerite, sind aber stachel- bis sichelförmig und erwecken den Eindruck eines zusammengedrückten Zylinders. Sowohl palmate als auch cultrate Skleriten besitzen vorragende Stacheln, sind aber sonst flach (mit Ausnahme von kleinen, rechtwinkeligen Umstülpungen entlang ihrer Basis) und lagen daher recht eng am Körper der Tiere an. Die siculaten Sklerite besitzen meist keine Stacheln. Sie standen aber unter einem Winkel von 45 bis 90° von der Außenhaut des Tieres ab.
Während des Wachstums des Tieres behielten individuelle Sklerite ihre ursprüngliche Größe bei und bildeten unter den cultraten Skleriten sogar ein konstant bleibendes Muster heraus. Möglicherweise wurden im Verlauf des Wachstums alte, zu klein gewordene Sklerite abgestoßen und durch neue, größere ersetzt. Es wird vermutet, dass die Sklerite an ihrer Basis vom Integument des Tieres ausgehend sezerniert wurden. So finden sich zwischen den Skleriten und der Außenhaut dünne Rippen.

## Beschreibung
Die 1,5 bis 8 Zentimeter langen, bilateralsymmetrischen Tiere waren abgeplattet. Ihre Unterseite besaß keine Skleriten, hingegen wirkte ihre Bewehrung auf der Oberseite wie ein Kettenhemd – zusammengesetzt aus insgesamt 2000 sich dachziegelartig überlappenden Skleriten. Von dieser Bedeckung waren zwei kreisförmige Areale am Vorder- und Hinterende der Tiere ausgespart, welche von Schalenplatten mit konzentrischen Wachstumsringen bedeckt wurden. Palmate Skleriten bauten den zentralen Dorsalbereich zwischen den beiden Schalenplatten auf. Cultrate Sleriten flankierten auf beiden Seiten die palmaten Skleriten und zeigten jeweils  in Richtung Rückgrat. Schmale siculate Skleriten bedeckten die Außenränder.
Die beiden Schalenplatten und die Skleriten dürften wohl ursprünglich aus Calciumcarbonat zusammengesetzt gewesen sein. Aufgrund ihres Erhaltungszustandes wurde auch eine rein organische Zusammensetzung ins Auge gefasst, was aber als weniger wahrscheinlich anzusehen ist, da Fossilien nichtkalzifizierter Organismen gewöhnlich nur aus dünnen Filmen bestehen. Die Halkieriidenfossilien zeigen aber wie Trilobiten und Hyolithen einen dreidimensionalen Aufbau (im Querschnitt betrachtet  in Form eines abgeschnittenen Kegels). Bei einigen Funden wurde in der horizontalen Ebene sogar eine Krümmung festgestellt; dies legt nahe, dass sich im Verlauf der Sedimentverschüttung des Fossils noch Muskelgewebe an den Skleriten befand.
Die Unterseite der Tiere war weich und wahrscheinlich muskulös. Da Halkieriidae nicht frei schwimmen konnten und auch an eine grabende Lebensweise nicht angepasst waren, mussten sie wohl auf dem Meeresboden gelebt haben, wobei sie sich wahrscheinlich  mittels Kontraktionen ihrer muskulösen Fußsohle fortbewegten. Die rückwärts gerichteten siculaten Sklerite verstärkten hierbei die Bodenhaftung und verhinderten ein Zurückrutschen. Es sind teils wie Armadillidiidae eingerollte Fossilien gefunden worden, deren cultrate Skleriten nach außen zeigten und so womöglich eventuelle Räuber abschreckten. Die Funktion der deckelartigen Schalenplatten an beiden Enden gibt Probleme auf. Eine Schutzfunktion scheinen sie nicht gehabt zu haben, da die Skleriten hierzu ausreichten. Narben auf der Innenseite der vorderen Platte sprechen für Ansatzstellen innerer Organe. Ein Fossilfund belegt eine Rotation um 45° der hinteren Platte vor ihrer Fossilisation. Vielleicht befand sich eine mit Kiemen besetzte Körperöffnung unterhalb der hinteren Platte.
Anzeichen für Eingeweide fanden sich bei einigen Fossilien in der hinteren Hälfte. Bei einem Fund wird sogar eine Radula vermutet – der mit Chitinzähnchen besetzten Zunge der Mollusken. Bei der angeblichen Radula könnte es sich aber genauso gut nur um deplatzierte siculate Skleriten des umgestülpten Skleritoms gehandelt haben.

## Taxonomie
Die taxonomischen Beziehungen der Halkieriidae sind ein komplexes Thema und nach wie vor umstritten. Zentralpunkt dieser Diskussionen ist ihre Stellung gegenüber dem Taxon Wiwaxia und das Verhältnis zu den drei Hauptstämmen der Lophotrochozoa – Mollusken, Anneliden und Brachiopoden. Ihre Stellung gegenüber den Chancelloriidae – einer recht primitiven Tiergruppe des Kambriums – ist ebenfalls von großer Bedeutung und mit schwierigen Fragen verbunden.

### Taxa
Es werden folgende Gattungen unter die Halkeriidae eingereiht:
- Halkieria: alle Kontinente
- Australohalkieria: Georgina-Becken, Australien
- Hippopharangites
- Lomasulcachites
- Oikozetetes
- Sachites
- Sinosachites (bzw. Thambetolepis)

Mögliche verwandtschaftliche Beziehungen bestehen auch zu den Familien der Siphogonuchitidae und der Ninellidae.